# Bassin de Taoudeni

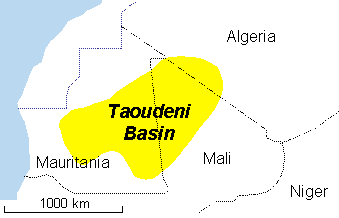
Délimitation approximative du bassin de Taoudeni

Principaux bassins sédimentaires d'Afrique de l'Ouest

Le bassin de Taoudeni est une importante formation géologique d'Afrique de l'Ouest, qui doit son nom au village de Taoudeni, dans le Nord du Mali. Il recouvre une bonne part du Craton d'Afrique de l'Ouest, de la Mauritanie au Mali. Son intérêt vient des perspectives d'exploitation de l'or noir.  

## Bassin
Il s'agit du plus grand bassin sédimentaire du Nord-Ouest de l'Afrique. D'une superficie de 1 500 000 km2, il est délimité au nord par la Dorsale Reguibat, au nord-est par l'Erg Chech et le seuil de Tanezrouft, à l'est par le Bouclier Touareg, au sud par les Dahrs Oualata et Néma, Tichitt et Tidjikja, et enfin à l'ouest par la chaîne hercynienne des Mauritanides. 
Il s'est formé dans la seconde moitié du Protérozoïque, a observé un mouvement de subsidence jusqu'au Paléozoïque moyen, avant d'être affecté par le plissement hercynien et de se soulever. C'est un dépôt de plus de 6 000 m de sédiments de la fin du Précambrien et du Paléozoïque.

## Pétrole

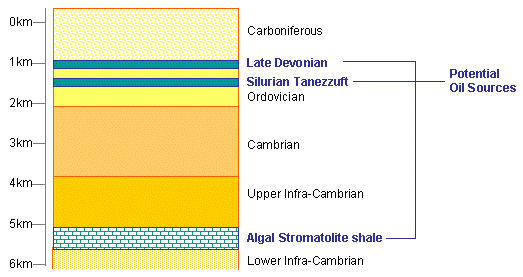
Coupe de principe du centre du bassin de Taoudeni.

Les forages de prospection entrepris dans les années 1980 ont révélé la présence de pétrole dans les couches de la fin du Précambrien, du Silurien et de la fin du Dévonien. Les couches de sédiments sont plus épaisses dans la moitié occidentale de la dépression.
Le gouvernement du Mali, un des pays les plus pauvres du monde, rêve de se doter d'une industrie pétrolière. Plusieurs compagnies ont déjà prospecté la région : Baraka Petroleum, Sonatrach, ENI, Total S.A., Woodside Petroleum et China National Petroleum Corporation ; mais le manque d'infrastructures routières, l'instabilité politique et les conditions arides prévalant au Sahara (les pluies annuelles sont les plus faibles de la planète : la moyenne annuelle est à peine de 5 mm)  rendent les perspectives financières peu encourageantes,. Baraka Petroleum, fondée par le géologue aventurier australien Max de Vietri,, a d'ailleurs fait faillite et les concessions ont été reprises depuis 2012 par le groupe italien ENI, et les sociétés Woodside et Sonatrach.